# Agent Steel
Agent Steel este o trupă de speed metal/thrash metal înființată în Los Angeles, California în 1984. Temele lirice abordate de trupă (neobișnuite în heavy metal) sunt OZN-urile și antropologia.